# Tyrstrup Sogn

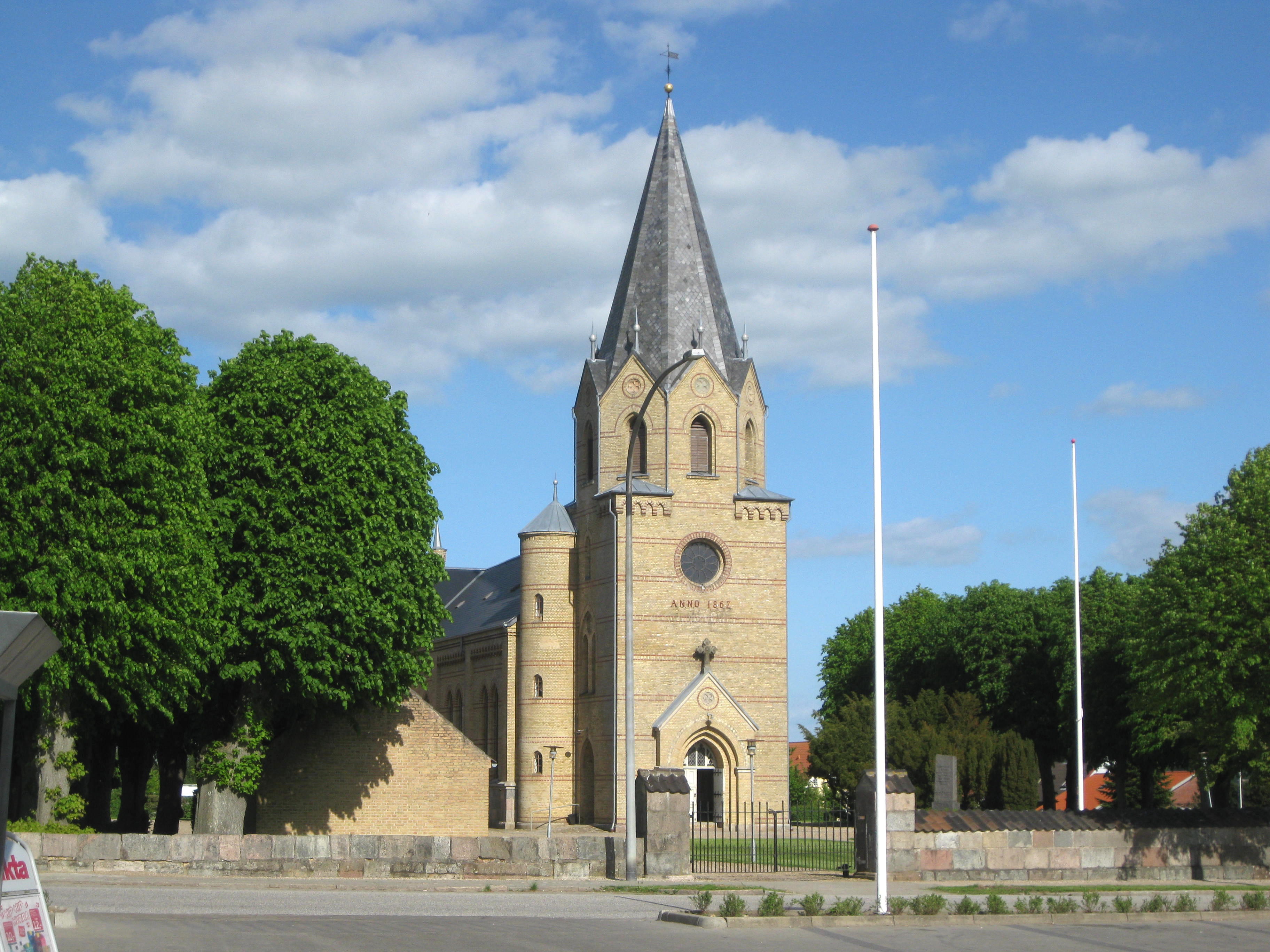
Tyrstrup Kirke

Tyrstrup Sogn ist eine Kirchspielsgemeinde (dän.: Sogn) im südlichen Dänemark. Bis 1970 gehörte sie zur Harde Sønder Tyrstrup Herred im damaligen Haderslev Amt, danach zur Christiansfeld Kommune im erweiterten Sønderjyllands Amt, die im Zuge der  Kommunalreform zum 1. Januar 2007 in der „neuen“  Kolding Kommune in der Region Syddanmark aufgegangen ist.
Im Kirchspiel leben 3787 Einwohner (Stand:1. Januar 2023). Im Kirchspiel liegt die Kirche „Tyrstrup Kirke“.
Nachbargemeinden sind im Westen Frørup Sogn, im Norden Taps Sogn, im Nordosten Vejstrup Sogn und im Osten Aller Sogn, ferner in der benachbarten Haderslev Kommune im Süden Fjelstrup Sogn, Bjerning Sogn und Moltrup Sogn sowie im Südwesten Hjerndrup Sogn.

## Söhne und Töchter
- Christian Wilhelm Schultz-Lorentzen (1873–1951), Missionar in Grönland, Pastor, Propst, Eskimologe, Autor, Kirchenlieddichter, Bibelübersetzer und Hochschulleiter

## Sonstiges
An der Kirche befindet sich eine Höhenmarke des Ur-Nivellements (1868–1918) der Königlich Preußischen Landesaufnahme.